# جيفر الخابوري
جيفر الخابوري، ممثل وإعلامي عماني بدأ مشواره الفني في عام 1998 من خلال مسلسل حكايات عائلتي الصغيرة.

## أعمالة

### المسلسلات وبرامج
- حواليس
- درايش 3
- درايش 2
- ألوان من الحب والحزن
- شتاء ساخن
- حكايات عائلتي الصغيرة
- زينب
- الأطفال ألوان
- زهور